# Sijeruk (Kota Kendal)
Sijeruk is een bestuurslaag in het regentschap Kendal van de provincie Midden-Java, Indonesië. Sijeruk telt 2774 inwoners (volkstelling 2010).